# George Enescu International Competition

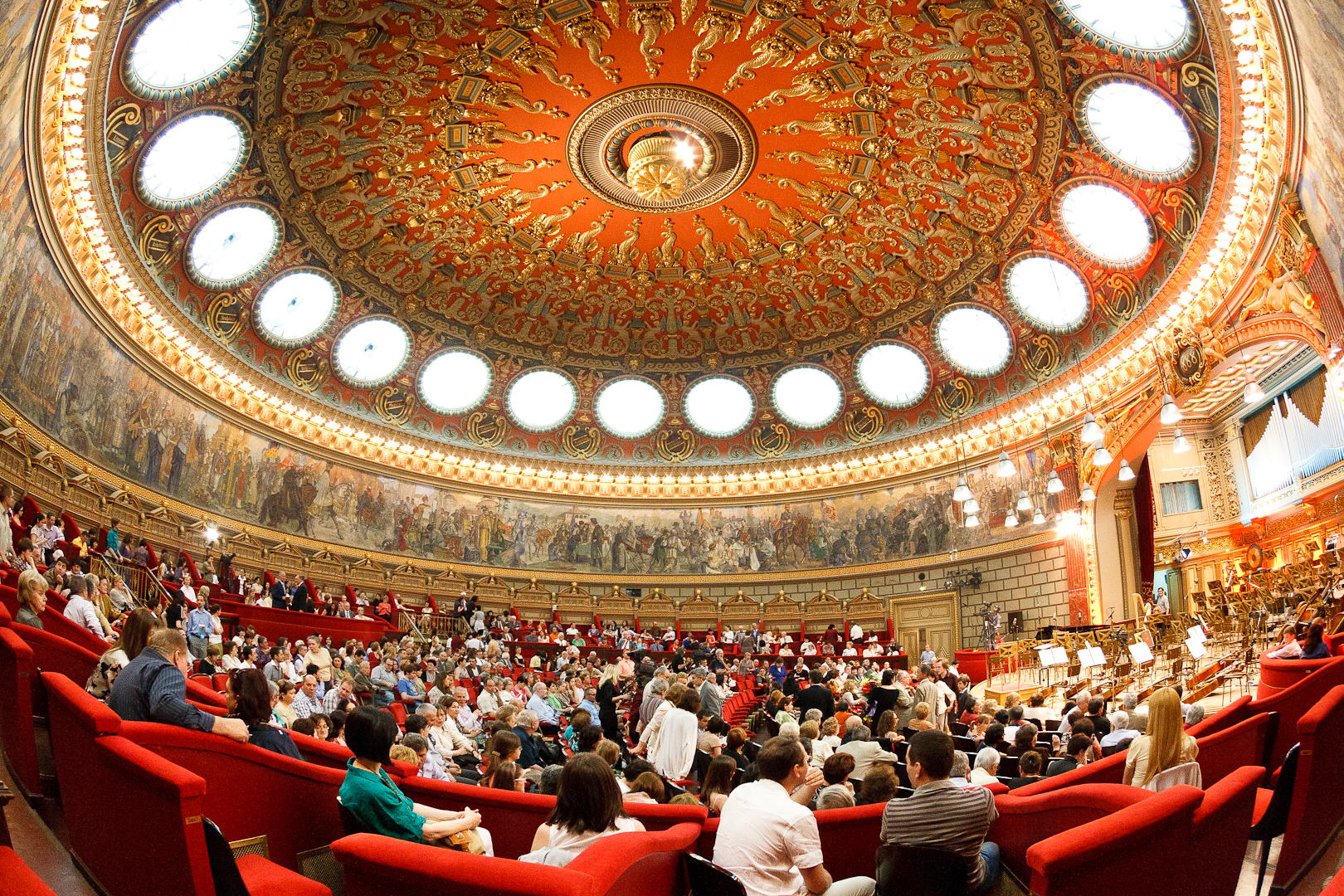
L'athénée roumain à Bucarest en Roumanie, est un des principaux lieux utilisés pour le Concours international George-Enescu.

Le Concours international George-Enescu est un concours de musique pour jeunes pianistes, violonistes, violoncellistes et compositeurs, qui se déroule à Bucarest, en Roumanie. 
Il a contribué à lancer la carrière de nombreux musiciens, et parmi sa liste de lauréats figurent des pianistes légendaires tels que Radu Lupu, lauréat de l'édition 1967. Parmi les autres lauréats figurent les pianistes russes Elisabeth Leonskaïa, en 1964, et Dmitri Alexeev, en 1970.

## Histoire
Le concours débute en 1958, dans le cadre du Festival George-Enescu, et célèbre ses cinq premières éditions (1958, 1961, 1964, 1967 et 1970) dans ce qui était alors la République socialiste de Roumanie. Il était considéré, par les pays du bloc de l'Est, comme l'un des concours musicaux les plus prestigieux. Les membres du jury comprenaient des musiciens célèbres tels que Claudio Arrau, Nadia Boulanger, Arthur Rubinstein, Magda Tagliaferro, Guido Agosti, Florica Musicescu, Dmitri Bashkirov, Carlo Zecchi et Lazar Berman. Probablement en raison de circonstances financières sous la dictature de Ceausescu, le concours est abandonné en 1970, mais reprend vingt et un ans plus tard.
Le concours est membre de la Fédération mondiale des concours internationaux de musique à Genève.
Le concours et la cérémonie de remise des prix ont historiquement eu lieu à l'Athénée roumain, en présence traditionnelle du maire.

## Montant des prix
Depuis 2020, prix de violoncelle, violon et piano : 
- Premier prix – 15 000 €
- Deuxième prix – 10 000 €
- Troisième prix – 5 000 €

Prix de composition :
- Prix de la section musique symphonique – 10 000 €
- Section musique de chambre – 7 000 €
- Prix de l'originalité – 5 000 €

## Lauréats

### Section piano
| Éditions        | 1er prix                            | 2e prix                                         | 3e prix                                       |
| --------------- | ----------------------------------- | ----------------------------------------------- | --------------------------------------------- |
| I : 1958        | Ming Qiang Li                       | Michèle Boegner Mikhail Voskresensky (ex aequo) | Dmitri Paperno                                |
| II : 1961       | Non attribué                        | Arie Vardi Constantin Iliescu (ex aequo)        | Hong Teng                                     |
| III : 1964      | Elisabeth Leonskaïa                 | André Gorog                                     | Gabriel Amira                                 |
| IV : 1967       | Radu Lupu Samvel Alumian (ex aequo) | Dan Grigore                                     | Anatol Ugorski                                |
| V : 1970        | Dmitri Alexeïev                     | Mack McCray                                     | Radu Toescu                                   |
| VI : 1991       | Daniel Goiți                        | Viniciu Moroianu                                | Luiza Borac                                   |
| VII : 2001      | Diana Ionescu                       | Matei Varga                                     | Maria-Madeleine Pitu-Jokisch                  |
| VIII : 2003     | Ilona Timtchenko                    | Non attribué                                    | Razvan Dragnéa Evgeny Starodubtsev (ex aequo) |
| IX : 2005       | Irina Zahharenkova                  | Evgueni Izotov                                  | Aimo Pagin                                    |
| X : 2007        | Eduard Kunz                         | Evgueni Cherepanov                              | Christopher Falzone                           |
| XI : 2009       | Amir Tebenikhin                     | Violetta Kachikian                              | Jongdo An                                     |
| XII : 2011      | Non attribué                        | Jeung Beum Sohn                                 | Mihai Ritivoiu Ilya Poletaev (ex aequo)       |
| XIII: 2014      | Josu de Solaun Soto ,               | Ilya Rashkovsky                                 | Vassilis Varvaresos                           |
| XIV : 2016      | Victoria Vassilenko                 | Takuma Ishii                                    | Danor Quinteros                               |
| XV : 2018       | Daria Parkhomenko                   | Daumants Liepins                                | Alexandre Panfilov                            |
| XVI : 2020-2021 | Yeon-Min Park                       | Adela Liculescu                                 | Marcin Wieczorek                              |
| XVI: 2022       | Alexandra Segal                     | George Todică                                   | Chun Lam U                                    |

### Section violon
- Silvia Marcovici (en) (1970)
- Alexandre Tomescu (1999)
- Nemanja Radulović (2001)
- Valeriy Sokolov (2005)
- Anna Tifu (en) (2007)
- Jarosław Nadrzycki (2009)
- 2014 : Stefan Tarara[9],[10]
- 2016 : Gyehee Kim[11]
- 2018 : pas de 1er prix décerné ; Vikram Sedona, 2e prix[12]
- 2020-2021 : Valentin Serban, 1er prix[7]
- 2022 : Maria Marica (Roumanie), 1er prix ; Ștefan Aprodu (Roumanie), 2e prix ; Grégoire Torossian (France), 3e prix[8].

### Section violoncelle
- 2011 (première édition) : Tian Bonian (Chine)[13]
- 2014 : Sun-Eun Hong[14]
- 2016 : Zlatomir Fung[15],[11]
- 2018 : Marcel Johannes Kits[16]
- 2020-2021 : Jaemin Han[17]
- 2022 : Benjamin Kruithof (Luxembourg), 1er prix ; Constantin Borodin (Moldavie/Roumanie), 2e prix ; Constantin Siepermann (Allemagne), 3e prix[8].

### Section composition
- 2014 : Sebastian Androne dans la catégorie « musique symphonique » et Alexandru-Ștefan Murariu dans la catégorie « musique de chambre ».
- 2016 : Tian Tian (Chine, né en 1987) dans la catégorie « musique symphonique » et Caterina Di Cecca (Italie, née en 1984), dans la catégorie « musique de chambre »[11].
- 2018 : Alexandru-Ştefan Murariu (Roumanie) dans la catégorie « musique symphonique » et Junghoon Nam (Corée du Sud) dans la catégorie « musique de chambre »[18].
- 2020-2021 : Karlo Margetic (Nouvelle-Zélande) dans la catégorie « musique symphonique », Youngjae Cho (Corée du Sud) dans la catégorie « musique de chambre » et Marc Migó Cortés (Espagne) dans la catégorie « originalité »[19].
- 2022 : Shin Kim (Corée du Sud), avec l’œuvre Symphonie no 1 – Consolations, dans la catégorie « musique symphonique » ; Leonardo Marino (Italie) avec Il deserto del senza tempo dans la catégorie « musique de chambre » ; Bartosz Jawor (Pologne) avec Prayers dans la catégorie « originalité »[8].